# Julius Hamel

Julius Hamel als Schüler des Städelschen Kunstinstitutes, Kreidezeichnung von Philipp Winterwerb, um 1852

Julius Hamel (* 9. Februar 1834 in Dillenburg, Herzogtum Nassau; † 23. Juni 1907 in Frankfurt am Main) war ein deutscher Porträt-, Historien- und Genremaler sowie Zeichner, Lithograf und Grafiker.

## Leben

Junge Italienerin, Zeichnung, 1870

Julius Hamel, Sohn eines Sattlers, kam 1849 nach einer Lehre bei einem Lithografen in Dillenburg nach Frankfurt am Main und besuchte dort als Schüler von Jakob Becker, Edward Steinle und Johann David Passavant das Städelsche Kunstinstitut. Zur weiteren Ausbildung bereiste er Dresden, München, Belgien und Holland (1866). Zusammen mit Albert Hendschel hielt er sich 1869/1870 in Italien auf, wo er im Januar 1870 zusammen mit ihm in den Deutschen Künstlerverein Rom eingeführt wurde.  Durch seine Ehe wurde er Schwiegersohn des Frankfurter Architekten und Schriftstellers Friedrich Maximilian Hessemer. Bis zu seinem Tod lebte er in Frankfurt am Main. Dort gehörte er der Frankfurter Künstlergesellschaft als Mitglied an, zeitweise auch deren Vorstand.
Hamel schuf Bildnisse, etwa 1856 im Auftrag eines Berliner Verehrers ein Porträt von Arthur Schopenhauer, worin sich Schopenhauer zwar „erschreckend ähnlich“ und „trefflich gemalt“, jedoch wie ein „beschränkter Dorfschulze“ dargestellt sah, woraufhin der Auftraggeber das Bild dem Maler nicht abnahm, während andere Zeitgenossen die Qualität des Porträts bemerkten. Bis 1901 schuf Hamel noch mehrere Schopenhauer-Bildnisse. Als Historienmaler vollendete er 1876 das Bild Die Verhaftung des Grafen Egmont durch den Herzog von Alba am 9. September 1567 und 1898 das Gemälde Die Grundsteinlegung beim Umbau von Goethes Elternhaus 1755.